# Juan Dominguez
Juan Domínguez Lamas (ur. 8 stycznia 1990 w Pontedeume) – hiszpański piłkarz występujący na pozycji pomocnika w Deportivo La Coruña.